# Five Nights at Freddy's
Five Nights at Freddy's (česky: Pět nocí u Freddyho), hovorově zkracováno na FNaF, je nezávislá hororová hra pro jednoho hráče, jejíž dominantou jsou maskoti. Byla vydána 8. srpna 2014 pro platformu Steam, dále 25. srpna 2014 pro Android , 11. září 2014 pro iOS, 1. prosince 2014 pro Windows Phone a pro Nintendo Switch, PlayStation 4 a Xbox One 29. listopadu 2019. Tvůrcem hry je Scott Cawthon. Five Nights at Freddy's a jeho mnohá pokračování se staly velmi úspěšnými tituly rozšířenými především díky platformě YouTube, kde mnoho hráčů uveřejňuje svá videa ve formě Let's Play.

## Děj hry
Děj se odehrává v pizzerii Freddyho Fazbeara, do které najali nového nočního hlídače. Hráč se zde vžije do role nočního hlídače s úkolem přečkat 5 nocí, za které obdrží zanedbatelnou výplatu ($120). 
Po kliknutí na tlačítko New Game vidí hráč inzerát od předem zmíněné pizzerie, která hledá nočního hlídače se směnou od půlnoci do šesti ráno. Těchto 6 hodin představuje v reálném čase necelých 9 minut.
Následně je hráč uveden do kanceláře, kde obdrží do telefonu nahranou řeč od muže, kterému se přezdívá "Phone guy". Tímto mužem je hráči vysvětlen princip hry. Spolu s hlídačem se zde nacházejí i čtyři animatronici (vyjma jednoho, který se zde vyskytuje pouze jako halucinace). Jejich úkol je zabavení mladých návštěvníků pizzerie ve dne, a proto vzhledem připomínají různá zvířata. V noci jsou však neznámým způsobem uvedeni do volného režimu a stávají se nekontrolovatelnými. Phone Guy v telefonátu spekuluje, že jejich servomotory nejsou v nejlepší kondici a v noci nedělají, co mají a právě to prý způsobuje jejich volný pohyb. Podle Phone Guye animatronici vidí hlídače jako samotného endoskeletona (vnitřní součást animatroniků umožňující pohyb - dá se přirovnat k lidské kostře), a proto se ho snaží chytit. Jejich další záměr je hráče - hlídače obléknout do kostýmu medvěda, ve kterém následně zemře díky smrtícímu pružinovému mechanismu. Podle příběhu jsou animatronici ovládaní dušemi zavražděných dětí. Za jejich smrt neprávem viní hlídače a snaží se ho dopadnout. Proto hráčův úkol není jen uhlídat pizzerii, ale i přežít.
Když hráč v roli hlídače nestihne zavřít dveře před blížícím se animatronikem, tak se spustí nečekaná scéna, která má za úkol hráče vyděsit. Tato scéna se nazývá jumpscare. Jumpscare si můžeme představit jako náhlou změnu scény, při které na hráče daný animatronik skočí za doprovodu hlasitého zvuku, v tomto případě křiku. 
Od většiny současných hororových her se FNaF liší tím, že se hráč nemůže pohybovat, ale pouze rozhlížet. Aby noc přečkal, musí kontrolovat pohyb animatroniků pomocí kamer. Kamery však mají i mrtvé body, na které hráč za normálních okolností nevidí. Tyto body se nacházejí na nejbližším bezpečném místě, kam se může animatronik bezpečně dostat - před dveřmi u kanceláře. Pokud má hráč podezření, že se právě v těchto místech animatronici nachází, může si do těchto míst posvítit a případně zavřít dveře. Zavřené dveře, stejně jako většina elektronických zařízení, která jsou k dispozici ale potřebují energii, která není neomezená. Naopak, je jí k spotřebě dostupné velmi málo, proto s ní hráč musí dobře nakládat.
Hra má také bonusovou šestou noc, kdy jsou animatronici velmi vysoce aktivní. Pokud hráč přečká i tuto noc, odemkne se mu „Custom Night“ (česky: Volně nastavitelná noc), kde si může zvolit obtížnost pro jednotlivé animatroniky. Pokud hráč zadá úrovně obtížnosti na 1 (Freddy), 9 (Bonnie), 8 (Chica), 7 (Foxy), zobrazí se mu scéna, která je označována jako "Golden Freddy death screen" (v překladu Golden Freddyho obrazovka smrti.) Scéna vypadá tak, že je před hráčem Golden Freddyho obličej a zvukový doprovod dělá jeho křik, který je odlišný od křiku ostatních animatroniků. Toto přetrvává zhruba 2 sekundy a pak je hráč přesměrován zpátky do hlavního menu.

## Postavy

### Freddy Fazbear
Hnědý medvěd s černým cylindrem a motýlkem. V pravé ruce drží mikrofon, do kterého ve dne návštěvníkům zpívá. Je aktivní až od třetí noci, ale i po ní jeho aktivita roste jen slabě. Pokaždé, když se pohne z místnosti do místnosti, tak se zasměje, čehož Let's Playeři často využívají tak, že odpočítávají, kolikrát se Freddy zasmál a protože znají, kolik dalších míst Freddy po cestě do samotné kanceláře navštíví, můžou se tak dopočítat k momentu, kdy před ním musí zavřít dveře. Nejde jej vidět v mrtvém bodě u kanceláře, hráčské teorie říkají, že se proplíží, když se hráč dívá na kamery, ale zato Freddyho lze vidět na poslední (nejbližší) kameře před kanceláří (4B) a když ho už tam hráč vidí, tak musí zavřít dveře, ale ty opět lze bezpečně otevřít až Freddy na zmiňované kameře 4B viditelný nebude.  
Tento medvěd má 2 druhy jumpscarů. 1. nastane když Freddy jednoduše pronikne do kanceláře a 2. nastane při spotřebování veškeré energie. Veškerá elektronická zařízení zhasnou a za doprovodu písně, ke které můžeme přirovnat něco jako ukolébavku (která hraje i ve chvíli, když Freddy zrovna pobývá v kuchyni) se v levých dveřích rozbliká jeho obličej v rytmu písně. Tato fáze chvíli přetrvává a poté následuje druhá fáze: vše zhasne do úplné tmy a za chvíli na hráče Freddy vyskočí (jumpscare). I v těchto fázích ale není stále vyloučeno to, že hráč noc přežil. I během těchto momentů může odbít šestá hodina a hráč tak noc úspěšně přežívá. Je mužského pohlaví.
Při hře je možné zaslechnout jeho hluboký smích. Je velice oblíbeným animatronikem ve stejnojmenné pizzerii, která byla podle něj nazvána.

### Bonnie the Bunny
Fialový králík s elektrickou kytarou, který útočí z levých dveří. Ze všech animatroniků je ve většině nocí nejaktivnější. Když hráč Bonnieho uvidí přede dveřmi, tak je musí zavřít a počkat, než vzadu v chodbě zmizí jeho stín. Je to první animatronik, kterého Scott Cawthon vytvořil, a proto postrádá obočí. Podle většiny fanoušků se jedná o jednoho z nejstrašidelnějších animatroniků celé herní série. Dokonce tvůrce hry přiznal, že o něm měl noční můry.
Cawthon popisoval Bonnieho z jeho nočních můr jako velmi zohaveného animatronika oproti Bonniemu ve hře. Podle něj měl potrhanou kůži, v dírách bylo viditelné jeho maso a chyběly mu oči. V nočních můrách vždy stával na chodbě vedoucí do pokoje v jeho domě a Cawthon vždy musel zavřít dveře, aby Bonnie neproniknul dovnitř. Pokud byly dveře zamčené, tak už věděl, že je Bonnie vevnitř pokoje a že už se nemůže nijak bránit. Tomuto animatronikovi je také přezdíváno Torn Bonnie (roztrhlý Bonnie). Tyto noční můry také pravděpodobně inspirovaly hru Five Nights at Freddy's 4. Bonnie je mužského pohlaví.

### Chica the Chicken
Žluté kuře s bílým bryndákem, na kterém je napsáno LET'S EAT (Pojďme jíst). V ruce drží růžový cupcake s očima. Toto kuře útočí pravými dveřmi a nejraději pobývá v kuchyni, kde ji na kameře (6) nelze spatřit, protože kamera nemá obraz a místo obrazu je jen napsáno: CAMERA DISABLED, AUDIO ONLY v překladu: KAMERA VYPNUTA, POUZE ZVUK. Můžeme tedy slyšet jen zvuk pánví a kastrolů, který je mimochodem slyšitelný až z kanceláře, ale je tišší. To samé platí i pro výše zmiňovanou Freddyho písničku. Když hráč Chicu uvidí v okně, tak musí zavřít dveře a počkat, než z okna zmizí. Je ženského pohlaví.

### Foxy the Pirate Fox
Červený lišák s hákem místo dlaně a někdy bývá ilustrován s páskou přes oko. Foxy je jediný animatronik, kterého lze spatřit v běhu, či v jakémkoli plynulém pohybu (na kameře 2A). Až ho na zmíněné kameře hráč uvidí, má 3 sekundy na to zavřít dveře. Foxy má jiný jumpscare, než ostatní animatronici. Neskočí na hráče, ale jen bleskurychle vyleze ze dveří za doprovodu jeho křiku, který už odlišný není. Stejně jako Freddyho ho nelze vidět v mrtvém bodě u kanceláře. Pokud ale hráč zavřít dveře stihne, pak ještě musí počkat, než Foxy 4x zabuší na dveře, až pak je může znovu bezpečně otevřít. 
Má své vlastní pódium s fialovou oponou, které se říká Pirate Cove (česky Pirátská zátoka). Před pódiem stojí cedule Out Of Order (česky Mimo Provoz), ale důvod není známý. Postupem noci začne vylézat z pódia, čemuž lze zabránit tak, že hráč bude průběžně kameru (1C) sledující pódium pravidelně kontrolovat, a jestliže tak dělat hráč nebude, Foxy unikne a chodbou se rozběhne k levým dveřím. Každým útokem hráči ubere část energie (poprvé pouze 1 %, poté se ubraná energie zvětší až o 5 %). Je mužského pohlaví.

### Golden Freddy
Žlutá, nazlátlá verze (jak už název napovídá, protože Golden Freddy v překladu znamená "Zlatý Freddy") Freddyho Fazbeara. Jedná se o tajného animatronika, jehož výskyt je velmi vzácný. V souborech hry bylo jeho jméno nalezeno jako Yellow Bear, ale komunita hráčů ho nazvala Golden Freddy a v dalších hrách (např. Ultimate Custom Night) je takto označován. Výjimečně se objeví v kanceláři, sedící rozvaleně na zemi u stolu. Ještě předtím ale na kameře 2B hráč zahlédne jeho plakát místo plakátu obyčejného Freddyho. Když už v kanceláři je, tak tuto scénu doprovází jeho dětský smích. Hráč musí rychle otevřít a zavřít tablet s kamerami, to ho odláká. Je mužského pohlaví.

### William Afton
Zakladatel této pizzerie a dalších nepodstatných společností. Je vrah mnoha dětí a je velmi důležitý pro příběh celé herní série. (Ve hře se však nevyskytuje, ale setkáme se s ním ve třetím díle franšízy v podobě animatronika zvaného Springtrap.)

### Phone Guy
Zaměstnanec, bývalý noční hlídač. Byl zabit ve 4. noci jedním z animatroniků. (Tuto informaci se dozvíme z telefonátu na začátku první noci).

### Mike Schmidt
Noční hlídač pizzerie, kterého představuje hráč.

## Úrovně aktivity animatroniků
Úroveň aktivity je výše zmíněná obtížnost, kterou si hráč může zvolit u daného animatronika v Custom Night libovolně. V nocích 1-6 jsou tyto úrovně obtížnosti pro každou hodinu a noc předem nastaveny, takže si je hráč zvolit sám nemůže.
Úrovně fungují tak, že se každých přibližně 4-5 sekund (u každého animatronika platí jiný údaj) sekundy vygeneruje náhodné číslo v rozmezí 0-20 a pokud se hodnota rovná nebo je nižší než zadaná hodnota (př. Bonnie má aktivitu nastavenou na 3 a vygeneruje se číslo 2, znamenalo by to, že Bonnie se pohne. Stejně tak by to bylo, i kdyby se vygenerovalo číslo 3, 1 či 0) poté, protože Bonniemu přesun trvá něco okolo 5 sekund, v další lokaci bude přibližně za 5 sekund. Zde je tabulka úrovní aktivit pro dané animatroniky v daných hodinách a nocích.